# Dynamena nanshaenensis
Dynamena nanshaenensis är en nässeldjursart som beskrevs av Tang 1991. Dynamena nanshaenensis ingår i släktet Dynamena och familjen Sertulariidae. Inga underarter finns listade i Catalogue of Life.